# Tabanus demellonis
Tabanus demellonis är en tvåvingeart som beskrevs av Senior-white 1924. Tabanus demellonis ingår i släktet Tabanus och familjen bromsar. Inga underarter finns listade i Catalogue of Life.